# Okean Kercz
Okean Kercz (ukr. Футбольний клуб «Океан» Керч, Futbolnyj Kłub "Okean" Kercz) – ukraiński klub piłkarski z siedzibą w mieście Kercz w Republice Autonomicznej Krymu.
W latach 1992–1993 występował w ukraińskiej Przejściowej Lidze, a w 1993–1997 w rozgrywkach ukraińskiej Drugiej Lihi.

## Historia
Chronologia nazw:
- ???—1938: Stal Kercz (ukr. «Сталь» Керч)
- 1939—1964: Metałurh Kercz (ukr. «Металург» Керч)
- 1965—1978: Awanhard Kercz (ukr. «Авангард» Керч)
- 1979—1992: Okean Kercz (ukr. «Океан» Керч)
- 1992—1993: Wojkoweć Kercz (ukr. «Войковець» Керч)
- 1994: Metałurh Kercz (ukr. «Металург» Керч)
- 1995: Okean Kercz (ukr. «Океан» Керч)
- 1996: Metałurh Kercz (ukr. «Металург» Керч)
- 1996—200?: Portowyk Kercz (ukr. «Портовик» Керч)
- 2005—2006: FK Kercz (ukr. ФК «Керч»)
- 2012—...: Okean Kercz (ukr. «Океан» Керч)

Drużyna piłkarska Stal została założona w mieście Kercz.
Już w dalekim 1938 roku występowała w rozgrywkach Mistrzostw oraz Pucharu ZSRR.
Po odzyskaniu przez Ukrainę niepodległości klub otrzymał status profesjonalny i od sezonu 1992 występował w Przejściowej Lidze. W sezonie 1992/93 klub zajął 5 miejsce i zdobył awans do Drugiej Lihi. 
Jednak klub przeżywał ciężką sytuację finansową i po sezonie 1996/97 zajął ostatnie 17 miejsce i został pozbawiony statusu profesjonalnego.
Jako drużyna amatorska nadal występuje w rozgrywkach Mistrzostw i Pucharu Republiki Autonomicznej Krymu.
W latach 2005–2006 występował pod nazwą FK Kercz, a w 2012 przywrócił nazwę Okean.

## Inne
- Tawrija Symferopol